# كاري بابكوك شيرمان
كاري بابكوك شيرمان (بالإنجليزية: Carrie Babcock Sherman) (16 نوفمبر 1856 – 6 أكتوبر 1931) زوجة نائب الرئيس الأمريكي جيمس شيرمان.

## حياتها
كانت ابنة لويس بابكوك الذي كان مدعي عام بارز، وجدها كان عضو الكونغرس وقائداً لإحدى كتائب الاتحاد وهو إلياكيم شيريل، والذي قتل في معركة غيتسبرغ.
تزوجت جيمس شيرمان في 26 يناير 1881. وكانا على معرفة منذ الطفولة. 
صار زوجها نائبا للرئيس في مارس 1909.
ماتت ودفنت في مقبرة فوريست هيل في أوتيكا في نيويورك.